# Ла-Сьерпе (Куба)
Ла-Сьерпе (исп. La Sierpe) — муниципалитет в провинции Санкти-Спиритус, Куба.

## История
Ла-Сьерпе — относительно молодой муниципалитет на Кубе, образованный в 1976 году из земель соседних муниципалитетов (Хатибонико и др.). До прихода испанских конкистадоров на этой территории располагались несколько поселений аборигенов, крупнейшее из которых — на реке Заза. После обретения Кубой независимости, основой экономической деятельности стало сельское хозяйство, в основном выращивание сахарного тростника.

## Географическое положение
Муниципалитет имеет выход к заливу Анаи Монтес Мелиды Карибского моря. Граничит с муниципалитетами Санкти-Спиритус, Хатибонико, Махага. Рельеф в основном равнинный, береговая линия изрезана слабо. В Ла-Сьерпе находится самое большое на Кубе водохранилище.